# Copa del Emperador 2008
La 88.ª Copa del Emperador (第88回天皇杯全日本サッカー選手権大会 Dai 88-kai Tennōhai Zennihon Sakkā Senshuken Taikai?) fue la edición 2008 de dicha competición de fútbol, la más antigua de Japón. El torneo comenzó el 13 de septiembre de 2008 y terminó el 1 de enero de 2009.
El campeón fue Gamba Osaka, tras vencer en la final a Kashiwa Reysol. De esta manera, el conjunto del Kansai volvió a dar la vuelta olímpica luego de dieciocho años. Por lo mismo, disputó la Supercopa de Japón 2009 ante Kashima Antlers, ganador de la J. League Division 1 2008, y clasificó a la Liga de Campeones de la AFC 2009.

## Calendario
| Etapa            | Fechas                              | Número de equipos participantes | Observaciones                                                                                 |
| ---------------- | ----------------------------------- | ------------------------------- | --------------------------------------------------------------------------------------------- |
| Primera ronda    | 13 y 14 de septiembre de 2008       | 48 (1+47) → 24                  | - 1: universidad - 47: ganadores de copas prefecturales                                       |
| Segunda ronda    | 20 y 21 de septiembre de 2008       | 24 → 12                         | - Participación de los ganadores de la Primera ronda                                          |
| Tercera ronda    | 12 de octubre de 2008               | 28 (15+1+12) → 14               | - 15: clubes de la J2 - 1: club cabeza de serie de la JFL - 12: ganadores de la Segunda ronda |
| Cuarta ronda     | 2 y 3 (5 y 16) de noviembre de 2008 | 32 (18+14) → 16                 | - 18: clubes de la J1 - 14: ganadores de la Tercera ronda                                     |
| Quinta ronda     | 15 (26) de noviembre de 2008        | 16 → 8                          | - Participación de los ganadores de la Cuarta ronda                                           |
| Cuartos de final | 20 (25) de diciembre de 2008        | 8 → 4                           | - Participación de los ganadores de la quinta ronda                                           |
| Semifinales      | 29 de diciembre de 2008             | 4 → 2                           | - Participación de los ganadores de los cuartos de final                                      |
| Final            | 1 de enero de 2009                  | 2 → 1                           | - Participación de los ganadores de las semifinales                                           |

1. ↑  Sólo para los partidos de los equipos finalistas de la Copa J. League 2008 (Oita Trinita y Shimizu S-Pulse).
2. ↑  Sólo para el partido número 55, debido a que uno de los equipos implicados disputó la final de la Liga de Campeones de la AFC 2008 (Gamba Osaka).
3. ↑  Sólo para el partido número 69.
4. ↑  Sólo para el partido número 76, debido a que uno de los equipos implicados disputó la Copa Mundial de Clubes de la FIFA 2008 (Gamba Osaka).

## Equipos participantes

### J. League Division 1
- Consadole Sapporo
- Kashima Antlers
- Urawa Red Diamonds
- Omiya Ardija
- JEF United Chiba
- Kashiwa Reysol
- F.C. Tokyo
- Tokyo Verdy
- Kawasaki Frontale
- Yokohama F. Marinos
- Albirex Niigata
- Shimizu S-Pulse
- Júbilo Iwata
- Nagoya Grampus
- Kyoto Sanga
- Gamba Osaka
- Vissel Kobe
- Oita Trinita

### J. League Division 2
- Vegalta Sendai
- Montedio Yamagata
- Mito HollyHock
- Thespa Kusatsu
- Yokohama F.C.
- Shonan Bellmare
- Ventforet Kofu
- Cerezo Osaka
- F.C. Gifu
- Sanfrecce Hiroshima
- Tokushima Vortis
- Ehime F.C.
- Avispa Fukuoka
- Sagan Tosu
- Roasso Kumamoto

### Japan Football League
- Tochigi S.C.

### Universidades
- Universidad de Salud y Ciencias del Deporte de Osaka

### Representantes de las prefecturas
- Universidad Aichi Gakuin
- TDK
- Escuela Secundaria Aomori Yamada
- JEF Reserves
- Universidad de Ehime
- Saurcos Fukui
- New Wave Kitakyushu
- Fukushima United
- F.C. Gifu Second
- Arte Takasaki
- Universidad de Fukuyama
- Universidad Dōto
- Banditonce Kakogawa
- Universidad Ryūtsū Keizai
- Zweigen Kanazawa
- Grulla Morioka
- Kamatamare Sanuki
- Volca Kagoshima
- Y.S.C.C.
- Sagawa Printing S.C.
- Universidad de Kōchi
- Escuela Secundaria de Ōtsu
- Universidad de Yokkaichi
- Sony Sendai
- Honda Lock
- Matsumoto Yamaga
- MHI Nagasaki
- Universidad Nara Sangyō
- Universidad de Administración de Niigata
- Universidad Nippon Bunri
- Fagiano Okayama
- Okinawa Kariyushi
- Universidad Hannan
- Kyushu Inax
- Universidad Shōbi Gakuen
- Sagawa Shiga
- Dezzolla Shimane
- Honda F.C.
- Hitachi Tochigi Uva SC
- Universidad Kokushikan
- Tokushima Vortis Second
- Gainare Tottori
- Kataller Toyama
- Kainan F.C.
- Universidad de Yamagata
- Hitachi Kasado
- Tamaho F.C.

## Resultados

### Primera ronda
| Fecha           | Ciudad | Local        | Resultado | Visitante    |
| --------------- | ------ | ------------ | --------- | ------------ |
| 1 de septiembre |        | Bandera de ? |           | Bandera de ? |
| 1 de septiembre |        | Bandera de ? |           | Bandera de ? |
| 1 de septiembre |        | Bandera de ? |           | Bandera de ? |
| 1 de septiembre |        | Bandera de ? |           | Bandera de ? |
| 1 de septiembre |        | Bandera de ? |           | Bandera de ? |
| 1 de septiembre |        | Bandera de ? |           | Bandera de ? |
| 1 de septiembre |        | Bandera de ? |           | Bandera de ? |
| 1 de septiembre |        | Bandera de ? |           | Bandera de ? |
| 1 de septiembre |        | Bandera de ? |           | Bandera de ? |
| 1 de septiembre |        | Bandera de ? |           | Bandera de ? |
| 1 de septiembre |        | Bandera de ? |           | Bandera de ? |
| 1 de septiembre |        | Bandera de ? |           | Bandera de ? |
| 1 de septiembre |        | Bandera de ? |           | Bandera de ? |
| 1 de septiembre |        | Bandera de ? |           | Bandera de ? |
| 1 de septiembre |        | Bandera de ? |           | Bandera de ? |
| 1 de septiembre |        | Bandera de ? |           | Bandera de ? |
| 1 de septiembre |        | Bandera de ? |           | Bandera de ? |
| 1 de septiembre |        | Bandera de ? |           | Bandera de ? |
| 1 de septiembre |        | Bandera de ? |           | Bandera de ? |
| 1 de septiembre |        | Bandera de ? |           | Bandera de ? |
| 1 de septiembre |        | Bandera de ? |           | Bandera de ? |
| 1 de septiembre |        | Bandera de ? |           | Bandera de ? |
| 1 de septiembre |        | Bandera de ? |           | Bandera de ? |
| 1 de septiembre |        | Bandera de ? |           | Bandera de ? |

### Segunda ronda
| Fecha            | Ciudad    | Local                                                | Resultado  | Visitante                  |
| ---------------- | --------- | ---------------------------------------------------- | ---------- | -------------------------- |
| 21 de septiembre | Uji       | Sagawa Printing S.C.                                 | 5:1        | Universidad de Ehime       |
| 21 de septiembre | Nagoya    | Universidad Hannan                                   | 0:4        | Honda F.C.                 |
| 20 de septiembre | Sakai     | Saurcos Fukui                                        | 0:4        | Matsumoto Yamaga           |
| 20 de septiembre | Okayama   | Fagiano Okayama                                      | 2:0        | Volca Kagoshima            |
| 21 de septiembre | Kakogawa  | Kataller Toyama                                      | 1:2        | Zweigen Kanazawa           |
| 20 de septiembre | Naka      | Universidad Ryūtsū Keizai                            | 2:3 (t.s.) | Sony Sendai                |
| 21 de septiembre | Sapporo   | Universidad Dōto                                     | 1:6        | Universidad Kokushikan     |
| 21 de septiembre | Tosu      | Okinawa Kariyushi                                    | 2:1        | Escuela Secundaria de Ōtsu |
| 20 de septiembre | Isahaya   | MHI Nagasaki                                         | 0:1        | New Wave Kitakyushu        |
| 20 de septiembre | Tokushima | Tokushima Vortis Second                              | 2:1        | Kamatamare Sanuki          |
| 21 de septiembre | Tochigi   | Hitachi Tochigi Uva SC                               | 2:1        | JEF Reserves               |
| 20 de septiembre | Akita     | Universidad de Salud y Ciencias del Deporte de Osaka | 3:0        | Grulla Morioka             |

### Tercera ronda
| Fecha         | Ciudad     | Local               | Resultado   | Visitante                                            |
| ------------- | ---------- | ------------------- | ----------- | ---------------------------------------------------- |
| 12 de octubre | Matsuyama  | Ehime F.C.          | 2:1         | Sagawa Printing S.C.                                 |
| 12 de octubre | Tosu       | Sagan Tosu          | 4:0         | Honda F.C.                                           |
| 12 de octubre | Hiratsuka  | Shonan Bellmare     | (4) 1:1 (5) | Matsumoto Yamaga                                     |
| 12 de octubre | Kōfu       | Ventforet Kofu      | 1:0         | Fagiano Okayama                                      |
| 12 de octubre | Utsunomiya | Tochigi S.C.        | (5) 1:1 (3) | Roasso Kumamoto                                      |
| 12 de octubre | Toyama     | F.C. Gifu           | 1:0         | Zweigen Kanazawa                                     |
| 12 de octubre | Osaka      | Cerezo Osaka        | 1:0         | Sony Sendai                                          |
| 12 de octubre | Naruto     | Tokushima Vortis    | 0:1 (t.s.)  | Universidad Kokushikan                               |
| 12 de octubre | Yokohama   | Yokohama F.C.       | 2:1         | Okinawa Kariyushi                                    |
| 12 de octubre | Sendai     | Vegalta Sendai      | 2:0         | New Wave Kitakyushu                                  |
| 12 de octubre | Maebashi   | Thespa Kusatsu      | 2:0         | Tokushima Vortis Second                              |
| 12 de octubre | Fukuoka    | Avispa Fukuoka      | 0:1 (t.s.)  | Mito HollyHock                                       |
| 12 de octubre | Tendō      | Montedio Yamagata   | 4:1 (t.s.)  | Hitachi Tochigi Uva SC                               |
| 12 de octubre | Akita      | Sanfrecce Hiroshima | 6:0         | Universidad de Salud y Ciencias del Deporte de Osaka |

### Cuarta ronda
| Fecha           | Ciudad   | Local               | Resultado   | Visitante              |
| --------------- | -------- | ------------------- | ----------- | ---------------------- |
| 3 de noviembre  | Saitama  | Urawa Red Diamonds  | 1:0 (t.s.)  | Ehime F.C.             |
| 2 de noviembre  | Yokohama | Yokohama F. Marinos | 1:0         | Consadole Sapporo      |
| 5 de noviembre  | Ōita     | Oita Trinita        | 0:2         | Sagan Tosu             |
| 2 de noviembre  | Kōbe     | Vissel Kobe         | 8:0         | Matsumoto Yamaga       |
| 16 de noviembre | Suita    | Gamba Osaka         | 2:1 (t.s.)  | Ventforet Kofu         |
| 2 de noviembre  | Iwata    | Júbilo Iwata        | 3:1         | Tochigi S.C.           |
| 2 de noviembre  | Toyota   | Nagoya Grampus      | 1:0         | F.C. Gifu              |
| 2 de noviembre  | Saitama  | Omiya Ardija        | 1:0         | Cerezo Osaka           |
| 2 de noviembre  | Kashima  | Kashima Antlers     | (3) 2:2 (0) | Universidad Kokushikan |
| 5 de noviembre  | Shizuoka | Shimizu S-Pulse     | 1:0         | JEF United Chiba       |
| 2 de noviembre  | Niigata  | Albirex Niigata     | 2:0         | Yokohama F.C.          |
| 3 de noviembre  | Chōfu    | F.C. Tokyo          | 2:1         | Vegalta Sendai         |
| 2 de noviembre  | Kashiwa  | Kashiwa Reysol      | 1:0         | Thespa Kusatsu         |
| 2 de noviembre  | Kioto    | Kyoto Sanga         | 3:0         | Mito HollyHock         |
| 3 de noviembre  | Kawasaki | Kawasaki Frontale   | 3:1         | Montedio Yamagata      |
| 2 de noviembre  | Tokio    | Tokyo Verdy         | 0:1         | Sanfrecce Hiroshima    |

### Quinta ronda
| Fecha           | Ciudad   | Local              | Resultado   | Visitante           |
| --------------- | -------- | ------------------ | ----------- | ------------------- |
| 15 de noviembre | Marugame | Urawa Red Diamonds | (5) 2:2 (6) | Yokohama F. Marinos |
| 15 de noviembre | Kōbe     | Sagan Tosu         | 5:2         | Vissel Kobe         |
| 26 de noviembre | Iwata    | Gamba Osaka        | 3:1         | Júbilo Iwata        |
| 15 de noviembre | Saitama  | Nagoya Grampus     | 2:1         | Omiya Ardija        |
| 15 de noviembre | Kashima  | Kashima Antlers    | 3:4 (t.s.)  | Shimizu S-Pulse     |
| 15 de noviembre | Tottori  | Albirex Niigata    | 2:3         | F.C. Tokyo          |
| 15 de noviembre | Toyama   | Kashiwa Reysol     | 1:0         | Kyoto Sanga         |
| 15 de noviembre | Isahaya  | Kawasaki Frontale  | 0:2         | Sanfrecce Hiroshima |

### Cuartos de final
| Fecha           | Ciudad  | Estadio                                          | Local               | Resultado  | Visitante           |
| --------------- | ------- | ------------------------------------------------ | ------------------- | ---------- | ------------------- |
| 20 de diciembre | Tosu    | Estadio Best Amenity                             | Yokohama F. Marinos | 3:1        | Sagan Tosu          |
| 25 de diciembre | Kōbe    | Estadio Conmemorativo de la Universiada          | Gamba Osaka         | 2:1        | Nagoya Grampus      |
| 20 de diciembre | Sendai  | Estadio Yurtec                                   | Shimizu S-Pulse     | 1:2        | F.C. Tokyo          |
| 20 de diciembre | Okayama | Estadio de Atletismo de la Prefectura de Okayama | Kashiwa Reysol      | 3:2 (t.s.) | Sanfrecce Hiroshima |

| 20 de diciembre de 2008, 13:03 | Yokohama F. Marinos                    | 3:1 (2:1) | Sagan Tosu | Estadio Best Amenity, Tosu                               |                                                          |
|                                | Nakazawa 26' · Kurihara 44' · Kanō 89' | Reporte   | Hirose 23' | Asistencia: 9.656 espectadores Árbitro(s): Hajime Matsuo | Asistencia: 9.656 espectadores Árbitro(s): Hajime Matsuo |

| 25 de diciembre de 2008, 19:05 | Gamba Osaka              | 2:1 (2:0) | Nagoya Grampus | Estadio Conmemorativo de la Universiada, Kōbe                 |                                                               |
|                                | Lucas 13' · Nakazawa 22' | Reporte   | Sugimoto 70'   | Asistencia: 4.955 espectadores Árbitro(s): Toshimitsu Yoshida | Asistencia: 4.955 espectadores Árbitro(s): Toshimitsu Yoshida |

| 20 de diciembre de 2008, 13:04 | Shimizu S-Pulse | 1:2 (1:0) | F.C. Tokyo       | Estadio Yurtec, Sendai                                        |                                                               |
|                                | Takagi 25'      | Reporte   | Akamine 49', 50' | Asistencia: 8.051 espectadores Árbitro(s): Hiroyoshi Takayama | Asistencia: 8.051 espectadores Árbitro(s): Hiroyoshi Takayama |

| 20 de diciembre de 2008, 15:04 | Kashiwa Reysol                      | 3:2 (2:2, 2:2) (t. s.) | Sanfrecce Hiroshima | Estadio de Atletismo de la Prefectura de Okayama, Okayama |                                                           |
|                                | Koga 3' · Suganuma 13' · França 99' | Reporte                | Satō 6', 26'        | Asistencia: 8.531 espectadores Árbitro(s): Masaaki Iemoto | Asistencia: 8.531 espectadores Árbitro(s): Masaaki Iemoto |

### Semifinales
| Fecha           | Ciudad   | Estadio          | Local               | Resultado  | Visitante      |
| --------------- | -------- | ---------------- | ------------------- | ---------- | -------------- |
| 29 de diciembre | Tokio    | Estadio Nacional | Yokohama F. Marinos | 0:1 (t.s.) | Gamba Osaka    |
| 29 de diciembre | Shizuoka | Estadio Ecopa    | F.C. Tokyo          | 1:2        | Kashiwa Reysol |

| 29 de diciembre de 2008, 15:05 | Yokohama F. Marinos | 0:1 (t. s.) | Gamba Osaka   | Estadio Nacional, Tokio                                        |                                                                |
|                                |                     | Reporte     | Yamazaki 116' | Asistencia: 19.843 espectadores Árbitro(s): Kazuhiko Matsumura | Asistencia: 19.843 espectadores Árbitro(s): Kazuhiko Matsumura |

| 29 de diciembre de 2008, 13:06 | F.C. Tokyo | 1:2 (1:0) | Kashiwa Reysol       | Estadio Ecopa, Shizuoka                                 |                                                         |
|                                | Suzuki 31' | Reporte   | França 68' · Lee 88' | Asistencia: 12.458 espectadores Árbitro(s): Kenji Ōgiya | Asistencia: 12.458 espectadores Árbitro(s): Kenji Ōgiya |

### Final
| Fecha              | Ciudad | Estadio          | Local       | Resultado  | Visitante      |
| ------------------ | ------ | ---------------- | ----------- | ---------- | -------------- |
| 1 de enero de 2009 | Tokio  | Estadio Nacional | Gamba Osaka | 1:0 (t.s.) | Kashiwa Reysol |

| 1 de enero de 2009, 14:02 | Gamba Osaka | 1:0 (t. s.) | Kashiwa Reysol | Estadio Nacional, Tokio                                      |                                                              |
|                           | Bando 116'  | Reporte     |                | Asistencia: 44.066 espectadores Árbitro(s): Yūichi Nishimura | Asistencia: 44.066 espectadores Árbitro(s): Yūichi Nishimura |

|                                |
| Bandera de Prefectura de Osaka |
| Campeón Gamba Osaka 2.º título |